# Lost Stars
«Lost Stars» es una canción original interpretada por el vocalista de Maroon 5, Adam Levine para la película romántica Begin Again. Fue estrenada el 30 de junio de 2014, a través de ALXNDR, 222 Records, Polydor, e Interscope en Estados Unidos.
La canción fue escrita y producida por Gregg Alexander, Danielle Brisebois, Nick Lashley y Nick Southwood. También fue interpretada por la actriz Keira Knightley en la película. La música fue grabada en la ciudad de Nueva York en Electric Lady Studios a mediados del 2012.
Fue interpretada en vivo por primera vez en la final de la séptima temporada de The Voice EU por Levine y el miembro de su equipo, Matt McAndrew. Su presentación alcanzó el número 83 en la lista estadounidense Billboard Hot 100.

## Posicionamiento
| Cuadro (2014–15)                        | Posición |
| --------------------------------------- | -------- |
| Cambodian Digital Songs                 | 8        |
| Francia (SNEP)                          | 145      |
| Hong Kong Digital Songs                 | 16       |
| Indonesian Digital Songs                | 3        |
| Malaysian Digital Songs                 | 16       |
| Philippines Digital Songs               | 1        |
| Singaporean Digital Songs               | 5        |
| South Korean International Chart (Gaon) | 1        |
| Thai Digital Songs                      | 1        |
| Reino Unido (UK Singles Chart)          | 93       |

| Cuadro(2014)              | Posición |
| ------------------------- | -------- |
| Canadá (Canadian Hot 100) | 86       |
| EUA Billboard Hot 100     | 83       |

### Tabla Anual
| Tabla (2014)         | Posición | Ventas    |
| -------------------- | -------- | --------- |
| Corea del Sur (Gaon) | 20       | 1,409,450 |

## Nominaciones
"Lost Stars" fue nominada a los Critics Choice Award por Mejor Canción Original, pero perdió ante "Glory" por John Legend y Common por Selma. La canción también fue nominada como Mejor Canción Original en los Premios Óscar de 2015, en donde también perdió ante "Glory".

## Versión de Stevie McCrorie
En abril de 2015, Stevie McCrorie, ganador de la cuarta temporada de The Voice UK, realizó una versión de "Lost Stars" como su sencillo de ganador después de haber ganado. Lanzó el sencillo en Reino Unido el 5 de abril de 2015 en formato de descarga digital.

### Presentaciones en vivo
El 4 de abril de 2015, McCrorie interpretó la canción en vivo en la final de The Voice UK.

### Lista de la canción
| Digital download |              |          |  |
| N.º              | Título       | Duración |  |
| 1.               | «Lost Stars» | 3:16     |  |

### Cuadro de Presentaciones
| Presentaciones (2015)                  | Posición |
| -------------------------------------- | -------- |
| Irlanda (IRMA)                         | 87       |
| Escocia (Scottish Singles Sales Chart) | 1        |
| Reino Unido (UK Singles Chart)         | 6        |

### Historia del lanzamiento
| País        | Fecha de lanzamiento | Formato          | Firma |
| ----------- | -------------------- | ---------------- | ----- |
| Reino Unido | 5 de abril de 2015   | Descarga digital |       |